# جان دو شستلین
جان دو شستلین (انگلیسی: John de Chastelain؛ زادهٔ ۳۰ ژوئیهٔ ۱۹۳۷) فرمانده نظامی و سیاست‌مدار اهل کانادا است.